# Robert Doornbos
Robert Doornbos, né le 23 septembre 1981 à Rotterdam, est un pilote automobile néerlandais. Il a participé à onze Grands Prix de championnat du monde de Formule 1 en 2005 et 2006.

## Biographie

### Avant la Formule 1
Joueur de tennis semi-professionnel en Hollande, Robert Doornbos découvre le sport automobile tardivement, en étant invité en 1998 par l'écurie Williams à suivre un week-end de Grand Prix depuis les stands. Passionné par cette discipline dont il ignore tout, il décide de ranger sa raquette et demande conseil à Jacques Villeneuve pour débuter dans le sport automobile.
Pour ses débuts, en 1999, il dispute le championnat Opel Lotus UK Winter Series  avec l'écurie JR racing. Il se fait immédiatement remarquer, puisqu'avec quatre pole positions, quatre victoires et quatre meilleurs tours, il termine vice-champion. En 2000, il est à nouveau vice-champion, mais cette fois-ci du championnat de Formule Ford Benelux (avec six podiums, une pole position et trois meilleurs tours). En 2001, il dispute, pour l'écurie FGR Racing, le très relevé championnat de Formule 3 britannique, qu'il termine à la 5e place, avec deux pole positions, deux victoires et neuf podiums. Lors de la saison 2002, il participe au championnat de Formule 3 allemande, dans l'équipe Ghinzani (en). Il ne remporte aucune victoire, mais termine néanmoins quatre fois sur le podium. Il se classe 6e du Grand Prix de Macao. En 2003, toujours avec Ghinzani, il participe au championnat européen de Formule 3, dans lequel il obtient sept podiums et une seconde place au Grand Prix de Corée. En 2004, il change de catégorie et court en Formule 3000 internationale pour l'écurie Arden. Il est désigné, à la fin de la saison, Rookie of the year (meilleur débutant) et termine le championnat à la 3e place. Il remporte une victoire (à Spa-Francorchamps), monte quatre fois sur le podium et réalise un meilleur tour.

### Les débuts en Formule 1

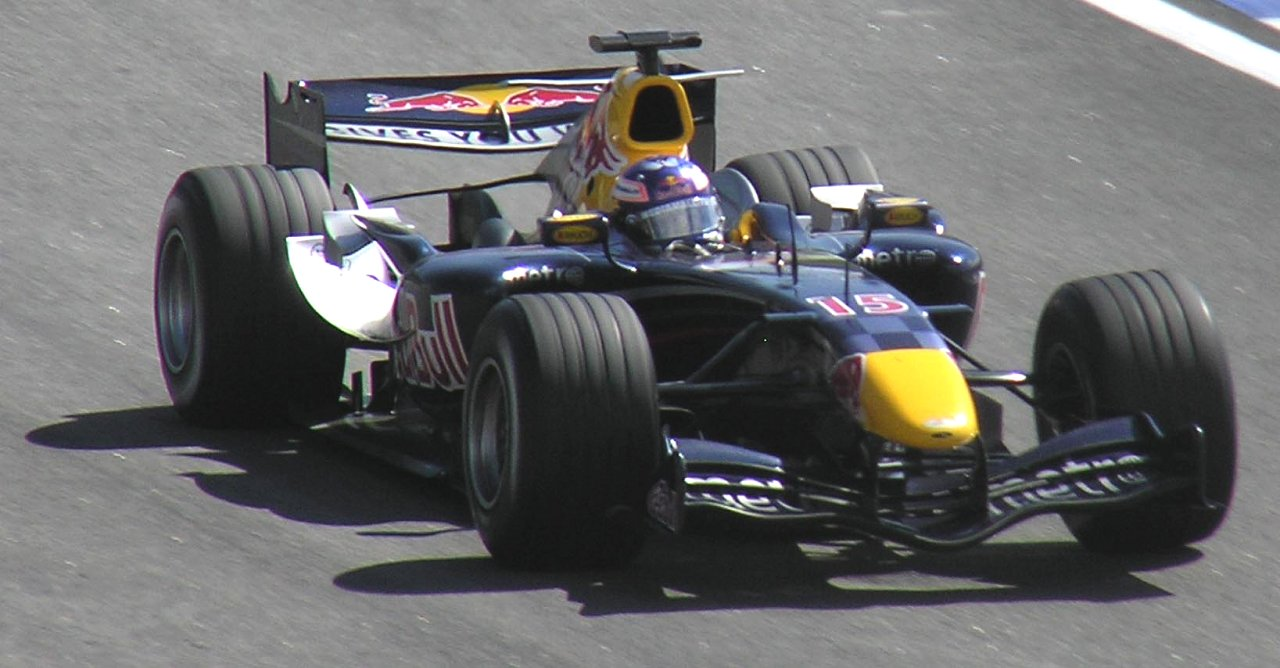
Au volant de la Red Bull-Ferrari lors du GP du Brésil 2006.

Cette même année 2004, Robert Doornbos fait ses débuts de pilote de Formule 1 comme pilote d'essai et de réserve de l'écurie Jordan, à l'occasion du Grand Prix de Chine. Il remplit encore ce rôle pendant la première moitié de la saison 2005, jusqu'à ce que l'écurie Minardi fasse appel à lui et lui permette d'effectuer ses débuts en course, lors du Grand Prix d'Allemagne, qu'il termine à une honorable 13e place. Il dispute les huit dernières courses de la saison et s'il ne marque pas de points, en raison de la faiblesse du matériel dont il dispose, il se fait suffisamment remarquer pour signer, à 24 ans, un contrat de pilote d'essai et pilote de réserve avec l'ambitieuse écurie Red Bull. Le 11 septembre 2006, il est désigné comme pilote titulaire de l'écurie Red Bull pour les trois derniers Grands Prix de la saison, en remplacement de Christian Klien, évincé pour manque de résultats et pour avoir refusé l'offre de Red Bull de poursuivre sa carrière en DTM ou Champ Car. Plutôt à son avantage lors de ces trois épreuves, notamment en qualifications où il prend à deux reprises le meilleur sur son coéquipier David Coulthard, il n'est pas en mesure de conserver son volant pour la saison 2007, l'Australien Mark Webber ayant déjà été recruté. 

### Exil aux États-Unis
En 2007, il retrouve son volant de pilote essayeur chez Red Bull Racing, tout en disputant en parallèle le championnat Champ Car au sein de l'écurie Minardi Team USA de Paul Stoddart. Avec sa troisième place lors de la manche d'ouverture à Las Vegas, il est devenu le premier pilote depuis Nigel Mansell en 1993 à signer un podium dès sa première participation dans la discipline. Régulièrement aux premières loges du peloton, il remporte sa première course dans la discipline le 1er juillet sur le circuit du Mont-Tremblant au Québec et s'affirme comme un candidat sérieux au titre de champion. Le titre revient finalement au français Sébastien Bourdais le 21 octobre 2007. Présenté comme l'un des favoris du championnat 2008, il se retrouve sans volant à la suite de la liquidation du Champ Car au mois de février. 
Au mois de mai 2008, il retrouve la Formule 1 grâce à son engagement au sein du Renault F1 Team avec lequel il participe aux Roadshow (démonstrations en ville) de la marque au losange. Il participe ensuite à l'automne au championnat Superleague Formula dans lequel il pilote la monoplace aux couleurs du Milan AC. Il remporte deux victoires et hisse son équipe à la troisième place du classement général.
En 2009, il retourne aux États-Unis pour participer au championnat IndyCar Series avec l'écurie Newman/Haas/Lanigan Racing.

## Résultats en championnat du monde de Formule 1
| Saison | Écurie          | Châssis | Moteur       | Pneumatiques | GP disputés | Points inscrits | Classement |
| ------ | --------------- | ------- | ------------ | ------------ | ----------- | --------------- | ---------- |
| 2005   | Minardi F1 Team | PS05    | Cosworth V10 | Bridgestone  | 8           | 0               | n.c        |
| 2006   | Red Bull Racing | RB2     | Ferrari V8   | Michelin     | 3           | 0               | n.c        |

| 2004          | Jordan Ford       | Jordan EJ14  | Ford RS2 3.0 V10        | AUS    | MAL    | BHR    | SMR    | ESP    | MON    | EUR    | CAN    | USA    | FRA    | GBR    | GER    | HUN      | BEL    | ITA    | CHN TD | JPN TD   | BRA TD |        | –   | – |
| 2005          | Jordan Grand Prix | Jordan EJ15  | Toyota RVX-05 3.0 V10   | AUS TD | MAL TD | BHR TD | SMR TD | ESP TD | MON TD | EUR    | CAN    | USA TD |        |        |        |          |        |        |        |          |        |        | 25e | 0 |
| 2005          | Jordan Grand Prix | Jordan EJ15B | Toyota RVX-05 3.0 V10   |        |        |        |        |        |        |        |        |        | FRA TD | GBR TD |        |          |        |        |        |          |        |        | 25e | 0 |
| 2005          | Minardi F1 Team   | Minardi PS05 | Cosworth TJ2005 3.0 V10 |        |        |        |        |        |        |        |        |        |        |        | GER 18 | HUN Abd. | TUR 13 | ITA 18 | BEL 13 | BRA Abd. | JPN 14 | CHN 14 | 25e | 0 |
| 2006          | Red Bull Racing   | Red Bull RB2 | Ferrari 056 2.4 V8      | BHR TD | MAL TD | AUS TD | SMR TD | EUR TD | ESP TD | MON TD | GBR TD | CAN TD | USA TD | FRA TD | GER TD | HUN TD   | TUR TD | ITA TD | CHN 12 | JPN 13   | BRA 12 |        | 24e | 0 |
| Légende : ici |                   |              |                         |        |        |        |        |        |        |        |        |        |        |        |        |          |        |        |        |          |        |        |     |   |

## Résultats aux500 milesd'Indianapolis
| Année | Voiture       | Équipe                     | Qualification | Résultat      |
| ----- | ------------- | -------------------------- | ------------- | ------------- |
| 2009  | Dallara-Honda | Newman/Haas/Lanigan Racing | 23e           | 28e (abandon) |